# 科查班巴區 (喬塔省)
6°28′26″S 78°53′09″W / 6.4739°S 78.8858°W
科查班巴區（西班牙語：Distrito de Cochabamba），是秘魯的一個區，位於該國北部卡哈馬卡大區的喬塔省，始建於1857年1月2日，面積130平方公里，海拔高度1,667米，2005年人口7,098，人口密度每平方公里55人。